# Синдром истинно верующего
Синдром истинно верующего (англ. true-believer syndrome) — это выражение, придуманное и использованное М. Ламаром Кином в его работе 1976 года The Psychic Mafia. Он использовал этот термин для обозначения людей, которые продолжали верить в паранормальное явление даже после того, как было доказано, что то было инсценировано. Кин считал это когнитивным расстройством и ключевым фактором успеха многих экстрасенсорных медиумов.
Термин «истинно верующий» ранее использовался Эриком Хоффером в книге 1951 года «Истинноверующий» для описания психологических истоков фанатизма групп.
Фраза также используется в научном скептическом движении для описания иррациональной веры в паранормальные явления в широком смысле, такой как безоговорочная вера во внеземную гипотезу для объяснения феномена НЛО или даже в существование мифических животных криптозоологии. Конечно, это не означает, что все люди, интересующиеся паранормальными явлениями, феноменом НЛО или криптозоологией, подпадают под синдром истинно верующего: только определенный процент из них имеет иррациональный подход, перерастающий в ощущение, что они невосприимчивы к представлению контраргументов и альтернативных гипотез. Например, в уфологии мы можем упомянуть то, что скептики называют фанатичные приверженцы, куда входят люди с самыми иррациональными убеждениями.

## Психология
По словам Роберта Тодда Кэрролла (автора «Энциклопедии заблуждений»), истинно верующий не принимает аргументов или фактов, противоречащих его вере. Следовательно, он будет подвержен крайней форме когнитивного диссонанса. Когнитивный диссонанс — концепция, разработанная Леоном Фестингером в начале 1950-х годов во время исследования культа, члены которого верили, что конец света близок и что их скоро заберут инопланетяне.
В статье, опубликованной в журнале Skeptical Inquirer, психолог Мэтью Дж. Шарпс и его коллеги вскрывают и анализируют психологию истинно верующих и их поведение после того, как предсказанный апокалипсис не произойдёт. Используя в качестве примера пророчество майя о конце света в 2012 году и ссылаясь на несколько других подобных случаев, Шарпс выделяет четыре психологических фактора, которые заставляют этих людей продолжать верить (порой даже сильнее), несмотря на противоречие с реальностью.
- Субклинические диссоциативные тенденции. Не страдая психическими заболеваниями, люди с субклиническими диссоциативными тенденциями имеют более высокую склонность испытывать разрыв с непосредственной физической реальностью и склонность видеть крайне невероятные вещи с повышенной доверчивостью. Такая субклиническая диссоциация обычно ассоциируется с паранормальным мышлением[4].
- Когнитивный диссонанс. Чем больше человек вкладывает в убеждение, тем бо́льшую ценность он будет придавать этому убеждению и, как следствие, будет более устойчив к фактам, доказательствам или реальности, которые противоречат этому убеждению. Некоторые из истинно верующих в дело Кич➤ оставили своих супругов, работу и отказались от имущества, чтобы подготовиться к посадке на инопланетный космический корабль. Когда конец света не наступил, активность, снижающая когнитивный диссонанс (реакция на опровержение убеждений), укрепила их убеждения и дала выход их тяжелым инвестициям и дискомфорту перед реальностью[4][5].
- Процесс восприятия гештальта. В континууме обработки информации человеком люди с восприятием гештальта будут рассматривать концепцию без детального анализа (в отличие от мышления с интенсивным использованием функций) и принимать идею в целом относительно некритично. Шарпс предполагает связь между диссоциативными тенденциями и выделением гештальта. Люди, склонные верить в паранормальные явления, с большей вероятностью будут доверчиво относиться к древним пророчествам майя, подробности которых большинству людей мало известны[4].
- Эвристика доступности. При умственном сокращении эвристики доступности люди придают большее значение и больший вес убеждению, когда примеры, связанные с идеей,  вспоминаются легче, чаще всего потому, что они представляют собой свежую информацию и последние новости[6]. Информация о пророчествах майя была в изобилии доступна, особенно в средствах массовой информации, до ожидаемой апокалиптической даты. Суждения людей, как правило, склоняются к этой недавней информации, особенно тех, у кого диссоциативная склонность к сверхъестественному и склонность к гештальт-процессингу[4].

## Примеры

### М. Ламар Кин и «Рауль»
В своей книге The Psychic Mafia Кин рассказал о своем партнере, экстрасенсе по имени «Рауль». Некоторые в своих сходках все еще верили, что Рауль был настоящим, даже после того, как Кин открыто признал, что он фальшивка. Кин писал: «Я знал, как легко заставить людей поверить в ложь, но я не ожидал, что те же самые люди, столкнувшись с ложью, предпочтут ее правде. … Никакая логика не может разрушить веру, сознательно основанную на лжи».

### Хосе Альварес и «Карлос»
Согласно The Skeptic's Dictionary, пример этого синдрома подтверждается событием 1988 года, когда фокусник Джеймс Рэнди по просьбе австралийской новостной программы научил артиста Хосе Альвареса притворяться, что он контактирует с двухтысячелетним духом по имени «Карлос». Даже после того, как выяснилось, что это вымышленный персонаж, созданный Рэнди и Альваресом, многие люди продолжали верить, что «Карлос» был реальным. Рэнди прокомментировал: «никакое количество доказательств, независимо от того, насколько они хороши или сколько их, никогда не сможет убедить истинно верующего в обратном».

### Мэриан Кич и «Кларион»
В книге When Prophecy Fails Фестингер и его коллеги наблюдали за группой фанатиков во главе с «Мэриан Кич» (псевдоним исследователей), которые верили, что мир будет уничтожен 21 декабря 1954 года, а истинно верующие будут спасены инопланетянами на космическом корабле на вымышленную планету Кларион. Когда ничего не произошло, группа поверила, что их преданность убедила Бога пощадить мир, и они стали только горячее проповедовать свою веру. Это один из первых случаев, который привел Фестингера к формированию теории когнитивного диссонанса.

### Предсказание конца времён Гарольда Кемпинга на 2011 год
Американский христианский радиоведущий Гарольд Кэмпинг утверждал, что «восхищение» и Судный день произойдут 21 мая 2011 года, и что конец света наступит пятью месяцами позже, 21 октября 2011 года, основываясь на добавлении «153 рыб» в Евангелии от Иоанна, 20 глава, к 21 мая. Кэмпинг, который в то время был президентом христианской радиосети Family Radio, заявил, что его источником является Библия, и сказал, что 21 мая станет датой «восхищения» и Судного дня «без тени сомнения». Ранее Кэмпинг утверждал, что «восхищение» произойдет в сентябре 1994 года. После провала предсказания внимание средств массовой информации переключилось на реакцию Кэмпинга и его последователей. 23 мая Кэмпинг внес поправки в то, что 21 мая был «духовным» днем суда, и что физическое Восхищение Церкви произойдет 21 октября 2011 года, одновременно с уничтожением вселенной Богом. Однако 16 октября Кэмпинг признался интервьюеру, что не знает, когда наступит конец.

## Связь с другими понятиями
Скептики иногда предполагают, что среди тех, кого они считают истинно верующими, в среднем больше склонных к фантазиям личностей, чем среди населения в целом.
В психологии религии часто упоминается такая черта личности, как когнитивная закрытость, то есть потребность человека в поиске ответов на свои вопросы, в стабильном представлении о реальности, и факт двусмысленности (незнание того, что думать о предмете) вызывает у него тревогу. Можно предположить, что у истинно верующих будет значительное когнитивное закрытие.